# Osyp Shpytko
Osyp Stepanovych Shpytkó, también conocido como Osyp Shpytkó (en ucraniano: Осип Степанович Шпитко; Jorodnitsia, 7 de abril de 1869 - 1942, Río de Janeiro, Brasil), fue un escritor y publicista ucraniano y brasileño.

## Biografía
Osip nació el 7 de abril de 1869 en el pueblo de Jorodnitsia  (actualmente en el raión de Chortkiv dentro del óblast de Ternópil).
Se graduó en la escuela normal de Veliki Jovíliv del raión de Husiatyn. Estudió en el seminario de maestros de Ternópil. Cambió muchas profesiones; a veces se ganaba la vida jugando al billar y a las cartas. Durante tres años trabajó como actor en teatros provinciales de Galitzia (en pequeñas ciudades, y más tarde en Leópolis). Comenzó a escribir poemas en polaco (publicados en la revista "Monitor"). Compuso música para sus propios textos en polaco y ucraniano y dirigió coros. En 1899, se convirtió en empleado del periódico "Dilo" y editó "Bukovyna" en Chernivtsí.
Publicó varios libros satíricos y humorísticos, entre ellos Cartas infernales (Anticristo a Lucifer), Salmista de nuevo cuño y Chruniad.) Las obras de este género las firmaba con el seudónimo de Hryts Shchypavka. En 1901 publicó en el Boletín Literario y Científico la novela autobiográfica "El espectro", reeditada en 2000.
Shpytkó perteneció al grupo literario "Joven Musa" en 1906 y 1907. Entre sus otras obras se encuentran poemas líricos, la novela "A través de ella" y el relato corto "Iván Pidkova".
En 1912 o 1913, Shpytkó emigró a Brasil, donde también escribió en portugués: "Poemas de otro mundo", "Historia de un monstruo", "La danza macabra de la muerte" y su libro más famoso de este periodo: la colección de relatos "No túmulo da vida" ("Sobre la tumba de la vida", 1930).

¿Quién de los que recuerdan los "buenos" tiempos de la preguerra no recuerda a Hryts Shchypavka (Osyp Shpytka), este... famoso amigo de la diversión, cuyo ingenio -burlesco y vulgar, pero brillante- hacía morir de risa a la gente? ¿Quién no temblaba ante su lengua, y aún más ante sus puños? ¿Quién, leyendo de joven su novela autobiográfica "Freak", precursora de los relatos de Jack London o Locke, no recuerda aún ahora ese temblor del alma, que despertaba en él ese anarquista idealizado de la vida en la novela, haciendo nacer la envidia, y al mismo tiempo la sorpresa por el héroe que se exponía tan sin remordimientos ante el lector? ¿Quién no se ríe todavía hoy para sus adentros cuando recuerda accidentalmente uno de los villancicos clásicos parodiados por Hryts Shchypavka, o una parodia de Shevchenko que comenzaba con las palabras: "El pillo piojoso de la casa..."? O aquellas inmortales y vulgares "Cartas desde el infierno" ...
Petró Karmanski

Murió en 1942 en Río de Janeiro, Brasil.

### Autor
- Obra autobiográfica "Freak" (1930).

### Colecciones satíricas y humorísticas
- "Cartas infernales del Anticristo a Lucifer".
- "Cancionista de nuevo cuño".
- "Jruniada".

### Colecciones de cuentos
- "No tumulo da vida" ("En la tumba de la vida", 1930).